# 愛秩序灣綜合服務大樓

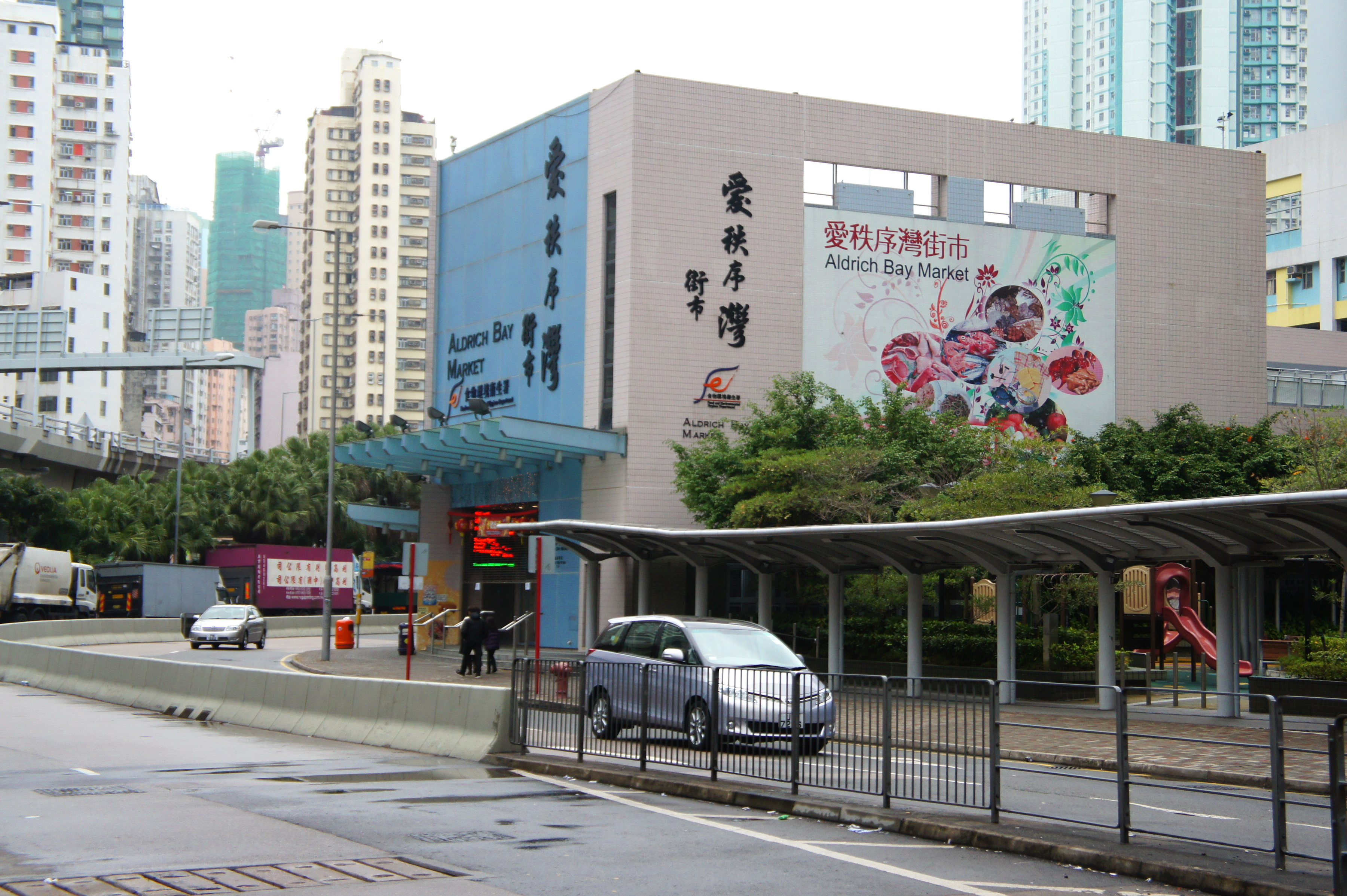
愛秩序灣綜合服務大樓，前方道路為愛秩序灣道。

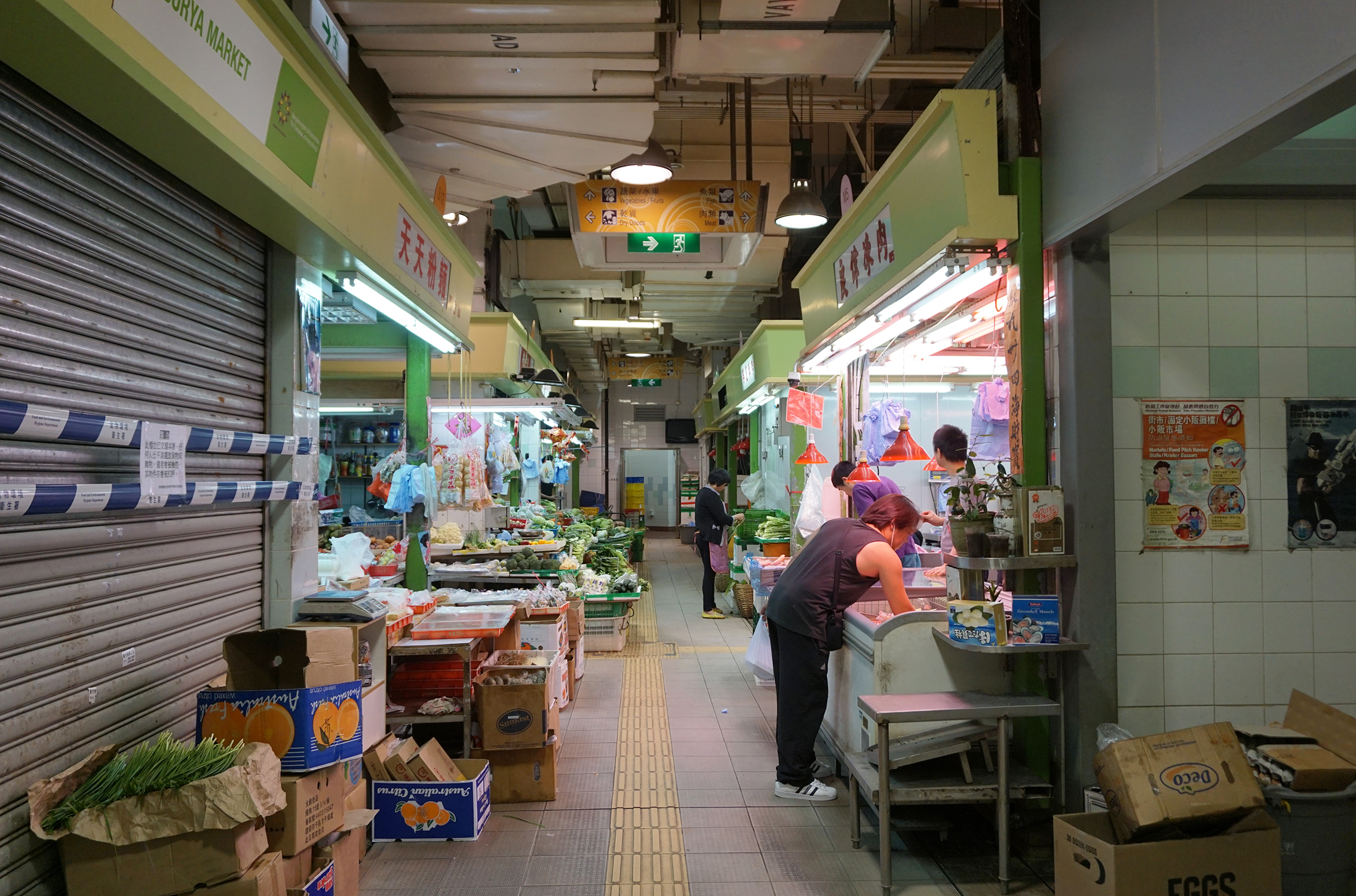
愛秩序灣街市粉麵、菜及凍肉檔

愛秩序灣綜合服務大樓（英語：Aldrich Bay Integrated Services Building）是香港社區建築，位於香港島筲箕灣的愛秩序灣，為愛東邨的附屬建築，地址為愛秩序灣道15號，與相鄰的愛逸樓一併由西松建設承建，於2008年3月啟用。大樓樓高3層，地面一層設有由食物環境衛生署管轄的街市，而1樓和2樓分別是由循道衛理及明愛設立的社區服務中心。
大樓地面的愛秩序灣街市於2008年8月1日啟用，面積約2,020平方米，設有約71個檔位，售賣家禽、魚、鮮肉、乾貨及熟食等。不過開業不足一年已經出現空置率高，人流稀疏的問題。租戶表示經營困難，而且租金是筲箕灣街市的3倍。

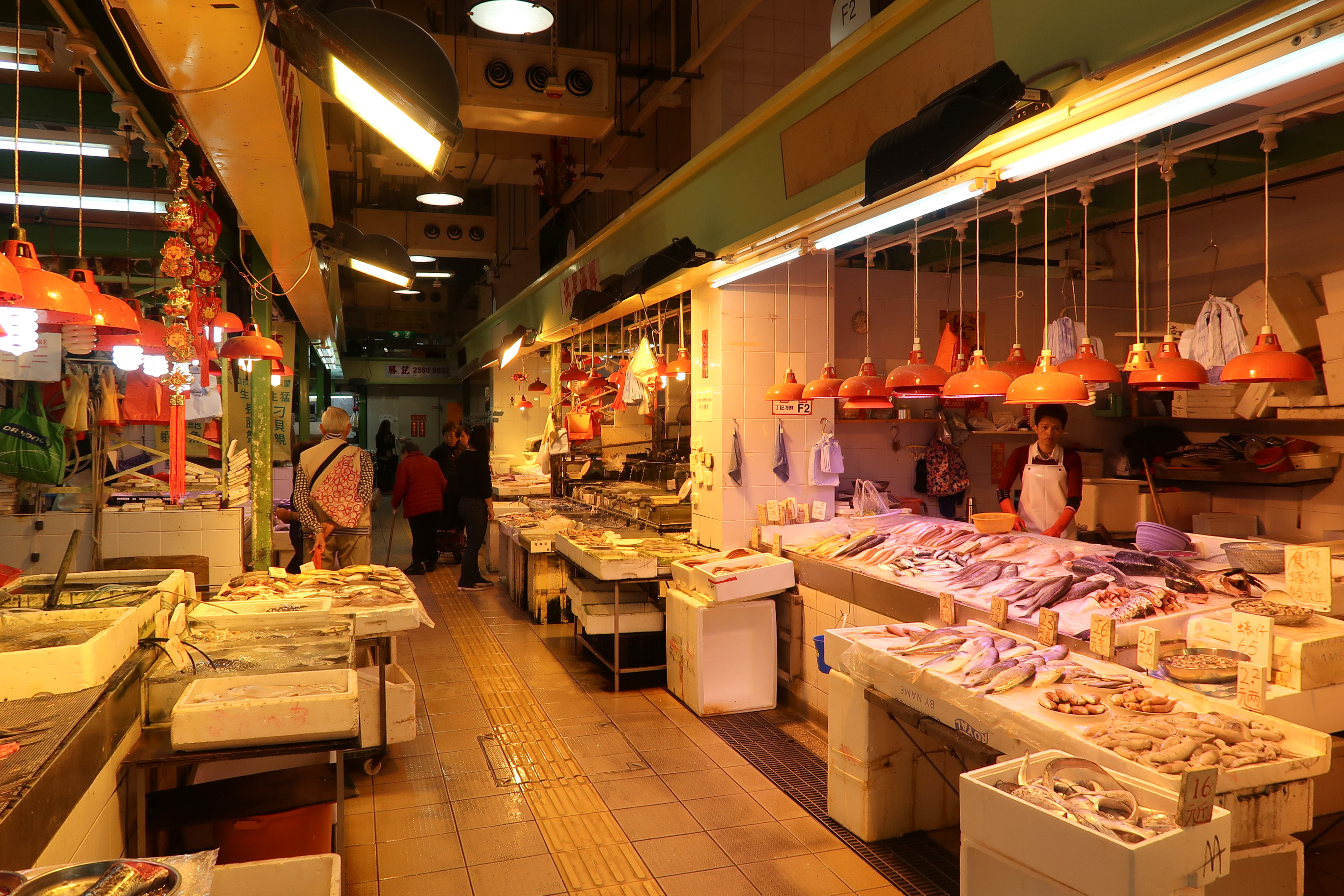
魚及海產檔
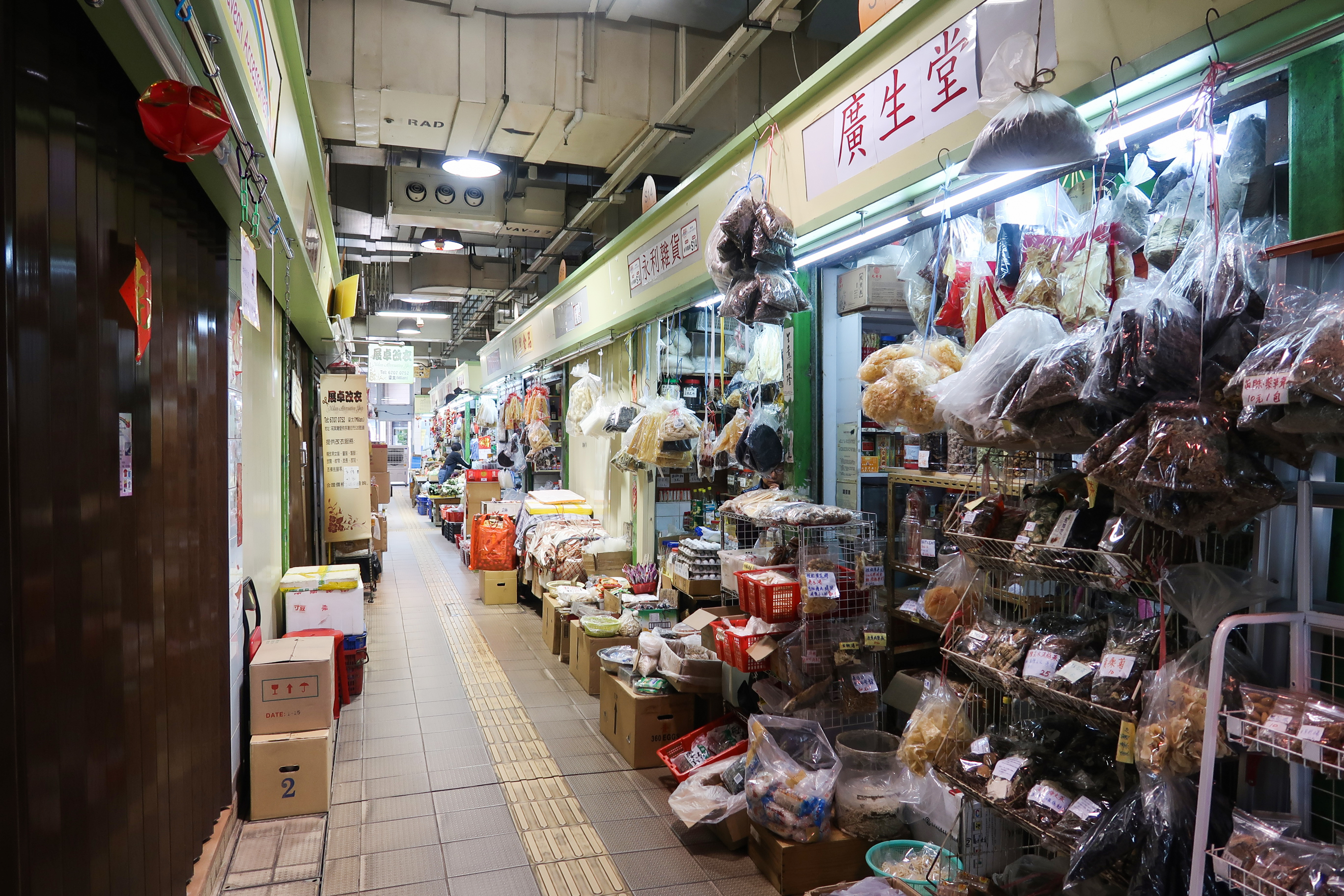
改衣、糧油雜貨及中藥店
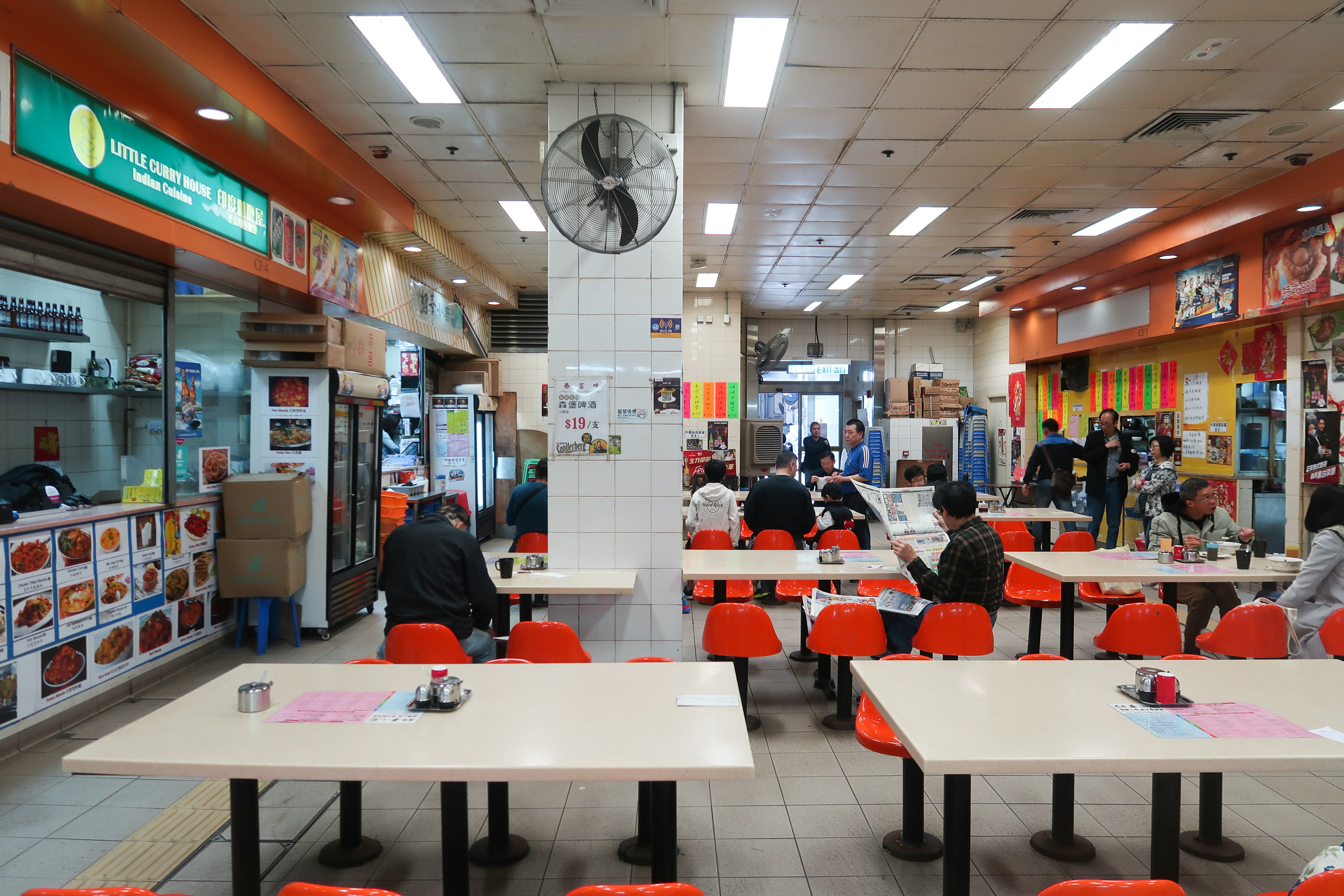
熟食中心提供4個檔位
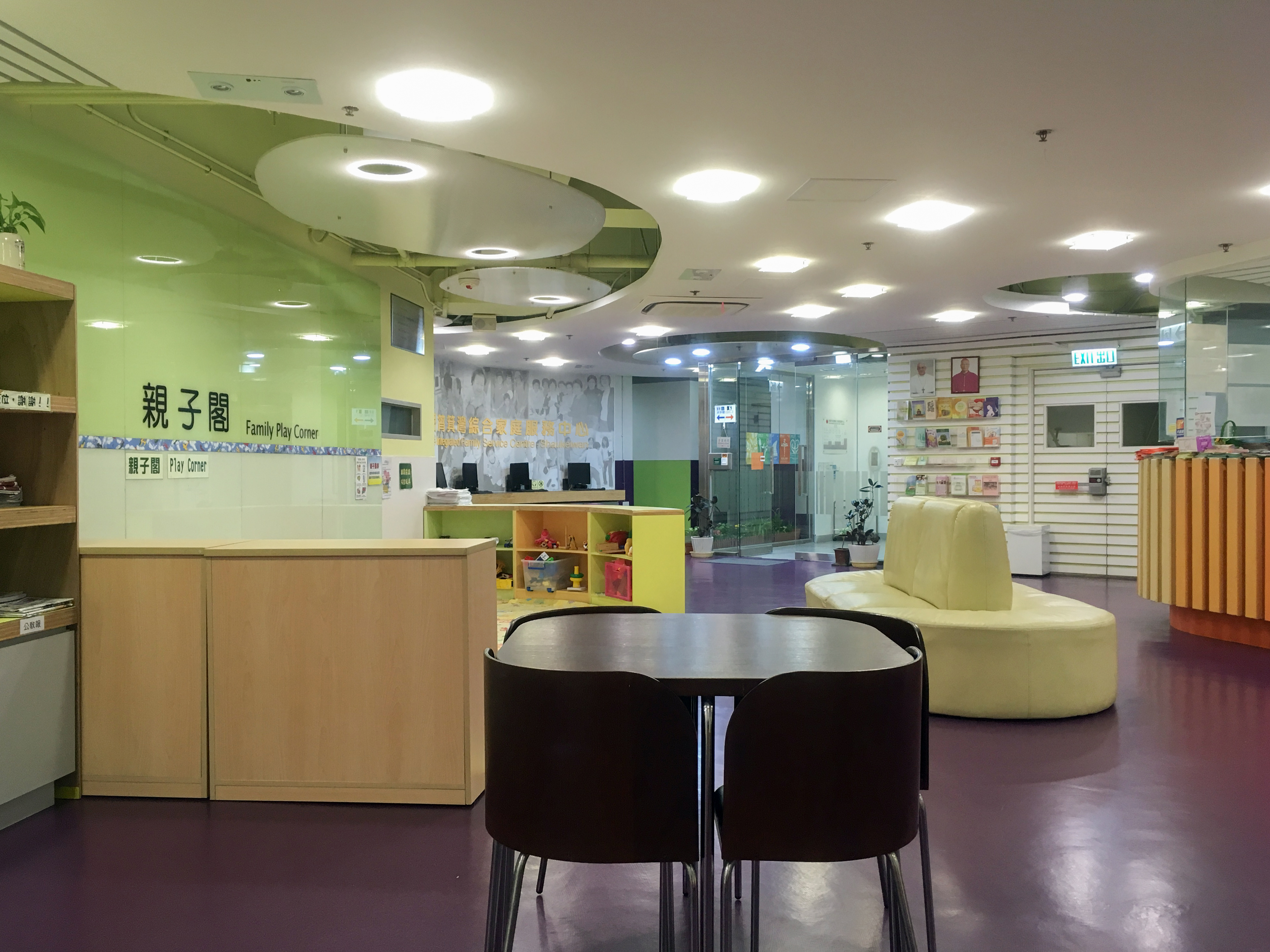
2樓明愛社區服務中心

## 外部連結
- 房屋委員會：愛秩序灣第5期–愛東邨愛逸樓及愛秩序灣綜合服務大樓
- 食物環境衛生署：愛秩序灣街市8月1日正式啟用
- 循道衛理中心：愛秩序灣綜合青少年服務 （页面存档备份，存于）
- 香港明愛社區服務：筲箕灣綜合家庭服務中心 （页面存档备份，存于）